# Crystal Kelly Turnier 2004
Die Crystal Kelly Trophy 2004 war die 11. Auflage dieses Einladungsturniers, das seit 1994 jährlich bis 2011 in der Disziplin Dreiband der Billardvariante Karambolage ausgetragen wurde. Sie fand vom 14. bis zum 20. Juni 2004 in Monte-Carlo statt.

## Spielmodus
Das Turnier wurde im Round-Robin-Modus mit acht Teilnehmern ausgetragen.

## Turnierkommentar
Sieger wurde der Niederländer Dick Jaspers.

## Ergebnisse
| Name              | PP | Pkte | Aufn | GD    | HS |
| ----------------- | -- | ---- | ---- | ----- | -- |
| Torbjörn Blomdahl | 2  | 50   | 31   | 1,612 | 8  |
| Raymond Ceulemans | 0  | 47   | 31   | 1,516 | 8  |
| Dick Jaspers      | 2  | 50   | 23   | 2,173 | 7  |
| Daniel Sánchez    | 0  | 45   | 23   | 1,956 | 7  |
| Frans van Kuijk   | 2  | 50   | 33   | 1,515 | 6  |
| Semih Saygıner    | 0  | 46   | 33   | 1,393 | 6  |
| Frédéric Caudron  | 2  | 50   | 27   | 1,851 | 7  |
| Raimond Burgman   | 0  | 23   | 27   | 0,851 | 4  |

| Name              | PP | Pkte | Aufn | GD    | HS |
| ----------------- | -- | ---- | ---- | ----- | -- |
| Semih Saygıner    | 2  | 50   | 17   | 2,941 | 11 |
| Frédéric Caudron  | 0  | 49   | 17   | 2,882 | 10 |
| Dick Jaspers      | 2  | 50   | 23   | 2,173 | 8  |
| Raimond Burgman   | 0  | 21   | 23   | 0,913 | 6  |
| Raymond Ceulemans | 2  | 50   | 31   | 1,612 | 7  |
| Frans van Kuijk   | 0  | 48   | 31   | 1,548 | 6  |
| Daniel Sánchez    | 2  | 50   | 23   | 2,173 | 10 |
| Torbjörn Blomdahl | 0  | 37   | 23   | 1,608 | 5  |

| Name              | PP | Pkte | Aufn | GD    | HS |
| ----------------- | -- | ---- | ---- | ----- | -- |
| Frédéric Caudron  | 2  | 50   | 21   | 2,380 | 7  |
| Raymond Ceulemans | 0  | 41   | 21   | 1,952 | 9  |
| Dick Jaspers      | 2  | 50   | 23   | 2,173 | 7  |
| Frans van Kuijk   | 0  | 37   | 23   | 1,608 | 10 |
| Semih Saygıner    | 2  | 50   | 20   | 2,500 | 11 |
| Torbjörn Blomdahl | 0  | 18   | 20   | 0,900 | 4  |
| Daniel Sánchez    | 2  | 50   | 24   | 2,083 | 12 |
| Raimond Burgman   | 0  | 27   | 24   | 1,125 | 7  |

| Name              | PP | Pkte | Aufn | GD    | HS |
| ----------------- | -- | ---- | ---- | ----- | -- |
| Dick Jaspers      | 2  | 50   | 20   | 2,500 | 15 |
| Torbjörn Blomdahl | 0  | 34   | 20   | 1,700 | 12 |
| Frédéric Caudron  | 2  | 50   | 25   | 2,000 | 10 |
| Frans van Kuijk   | 0  | 44   | 25   | 1,760 | 7  |
| Raymond Ceulemans | 2  | 50   | 23   | 2,173 | 6  |
| Daniel Sánchez    | 0  | 20   | 23   | 0,869 | 4  |
| Semih Saygıner    | 2  | 50   | 23   | 2,173 | 8  |
| Raimond Burgman   | 0  | 23   | 23   | 1,000 | 6  |

| Name              | PP | Pkte | Aufn | GD    | HS |
| ----------------- | -- | ---- | ---- | ----- | -- |
| Frans van Kuijk   | 2  | 50   | 30   | 1,666 | 13 |
| Raimond Burgman   | 0  | 46   | 30   | 1,533 | 4  |
| Daniel Sánchez    | 2  | 50   | 26   | 1,923 | 7  |
| Semih Saygıner    | 0  | 35   | 26   | 1,346 | 8  |
| Torbjörn Blomdahl | 2  | 50   | 26   | 1,923 | 11 |
| Frédéric Caudron  | 0  | 25   | 26   | 0,961 | 7  |
| Dick Jaspers      | 2  | 50   | 23   | 2,173 | 10 |
| Raymond Ceulemans | 0  | 31   | 23   | 1,347 | 7  |

| Name              | PP | Pkte | Aufn | GD    | HS |
| ----------------- | -- | ---- | ---- | ----- | -- |
| Raymond Ceulemans | 2  | 50   | 25   | 2,000 | 6  |
| Semih Saygıner    | 0  | 36   | 25   | 1,440 | 6  |
| Dick Jaspers      | 1  | 50   | 22   | 2,272 | 8  |
| Frédéric Caudron  | 1  | 50   | 22   | 2,272 | 8  |
| Frans van Kuijk   | 2  | 50   | 24   | 2,083 | 8  |
| Daniel Sánchez    | 0  | 39   | 24   | 1,625 | 6  |
| Raimond Burgman   | 2  | 50   | 27   | 1,851 | 11 |
| Torbjörn Blomdahl | 0  | 46   | 27   | 1,703 | 7  |

| Name              | PP | Pkte | Aufn | GD    | HS |
| ----------------- | -- | ---- | ---- | ----- | -- |
| Daniel Sánchez    | 2  | 50   | 22   | 2,272 | 7  |
| Frédéric Caudron  | 0  | 27   | 22   | 1,227 | 5  |
| Dick Jaspers      | 2  | 50   | 21   | 2,380 | 8  |
| Semih Saygıner    | 0  | 16   | 21   | 0,761 | 3  |
| Frans van Kuijk   | 2  | 50   | 23   | 2,173 | 9  |
| Torbjörn Blomdahl | 0  | 39   | 23   | 1,695 | 11 |
| Raimond Burgman   | 2  | 50   | 25   | 2,000 | 7  |
| Raymond Ceulemans | 0  | 41   | 25   | 1,640 | 7  |

## Abschlusstabelle
| Platz                      | Name              | MP | Pkte. | Aufn. | GD    | BED   | HS |
| -------------------------- | ----------------- | -- | ----- | ----- | ----- | ----- | -- |
| 1                          | Dick Jaspers      | 13 | 350   | 155   | 2,258 | 2,500 | 15 |
| 2                          | Daniel Sánchez    | 8  | 304   | 165   | 1,842 | 2,272 | 12 |
| 3                          | Frans van Kuijk   | 8  | 329   | 189   | 1,740 | 2,173 | 13 |
| 4                          | Frédéric Caudron  | 7  | 301   | 160   | 1,881 | 2,380 | 10 |
| 5                          | Raymond Ceulemans | 6  | 310   | 179   | 1,731 | 2,173 | 9  |
| 6                          | Semih Saygıner    | 6  | 283   | 165   | 1,715 | 2,941 | 11 |
| 7                          | Torbjörn Blomdahl | 4  | 274   | 170   | 1,611 | 1,923 | 12 |
| 8                          | Raimond Burgman   | 4  | 240   | 179   | 1,340 | 2,000 | 11 |
| Turnierdurchschnitt: 1,755 |                   |    |       |       |       |       |    |